# Maria Teresa De Filippis
Pour les articles homonymes, voir De Filippis.
Maria Teresa De Filippis, née le 11 novembre 1926 à Naples et morte le 9 janvier 2016 à Scanzorosciate, dans la province de Bergame, est la première des cinq femmes (les autres étant Lella Lombardi, Divina Galica, Desiré Wilson et Giovanna Amati) à participer à un Grand Prix de championnat du monde de Formule 1.

## Biographie
Sa carrière en sport automobile s'étale entre la saison 1948-1949 (sixième de la Stella Alpina 49 sur Urania (it) 750 cm3) et 1959.
Sa carrière franchit un palier en 1955 lorsqu'elle commence à évoluer sur de plus puissantes voitures de sport de marque Maserati, constructeur qu'elle ne quitte plus sauf lors de sa dernière course en 1959.  
Maria Teresa De Filippis s'inscrit à sa première course, le Grand-Prix de Monaco le 18 mai 1958, au volant d'une Maserati 250F privée, mais ne se qualifie pas. Un mois plus tard, elle prend son premier départ en Grand Prix au Grand Prix de Belgique où elle finit dixième, ce qui reste son unique classement en championnat du monde.
Ses trois autres tentatives dans la discipline reine se soldent par deux abandons et une non-qualification. Lors de son Grand Prix national, en 1958, elle est en passe de marquer des points avant d'abandonner à quelques tours de l'arrivée alors qu'elle occupait la cinquième place.
Elle participe aussi à deux courses de Formule 1 hors-championnat, dont le Grand Prix de Syracuse en 1958, qu'elle termine à la cinquième place. Très touchée par la mort de son ami Luigi Musso au Grand Prix de France 1958, Maria Teresa De Filippis arrête la compétition l'année suivante, ne participant plus qu'à des épreuves historiques.
Son frère Luigi De Filippis, de cinq ans son aîné, s'est également essayé à la course automobile au début des années 1950, sans grand succès.

## Résultats en championnat du monde de Formule 1
| Saison | Écurie     | Châssis       | Moteur              | Pneus   | GP disputés | Points inscrits | Classement |
| ------ | ---------- | ------------- | ------------------- | ------- | ----------- | --------------- | ---------- |
| 1958   | Privé      | Maserati 250F | Maserati 6 en ligne | Pirelli | 3           | 0               | n.c.       |
| 1959   | Porsche KG | Porsche Behra | Porsche 4 à plat    | Dunlop  | 0           | 0               | n.c.       |

## Palmarès Sport
- 3e de la Coupe Ascoli 1951 (sur Giaur)[4] ;
- 2e du circuit de Sassari 1952 et 1953 (sur O.S.C.A., 1 100 cm3 puis MT4) ;
- 4e des 12 Heures de Pescara 1953 (avec la MT4) ;
- 2e du Grand Prix de Naples 1.1L. 1954 (avec la MT4) ;
- 3e du circuit de Calabre 1954 (avec la MT4) ;
- 3e des 10 Heures de Messine 1955 (sur Maserati A6GCS) ;
- 2e du Grand Prix de Pergusa 1955 (sur Maserati A6GCS) ;
- 2e du Grand Prix de Naples 1955 (sur Maserati A6GCS) ;